# هدسون كامبل
هدسون كامبل (بالإنجليزية: Ken Hudson Campbell)‏ هو ممثل أمريكي، ولد في 6 أبريل 1963 في الولايات المتحدة.

## أعمال

### أفلام
- (1990) وحيد في المنزل[2][3][4]
- (1993) يوم جراوندهوج[5]
- (1998) أرمجدون[6][7][8]
- (2000) كايوتي أجلي[9]

## وصلات خارجية
- هدسون كامبل على موقع IMDb (الإنجليزية)
- هدسون كامبل على موقع ألو سيني (الفرنسية)
- هدسون كامبل على موقع أول موفي (الإنجليزية)
- هدسون كامبل على موقع قاعدة بيانات الأفلام السويدية (السويدية)
- هدسون كامبل على موقع قاعدة بيانات الفيلم (الإنجليزية)
- هدسون كامبل على موقع كينوبويسك (الروسية)